# Sint-Gerlachuskapel (Houthem)

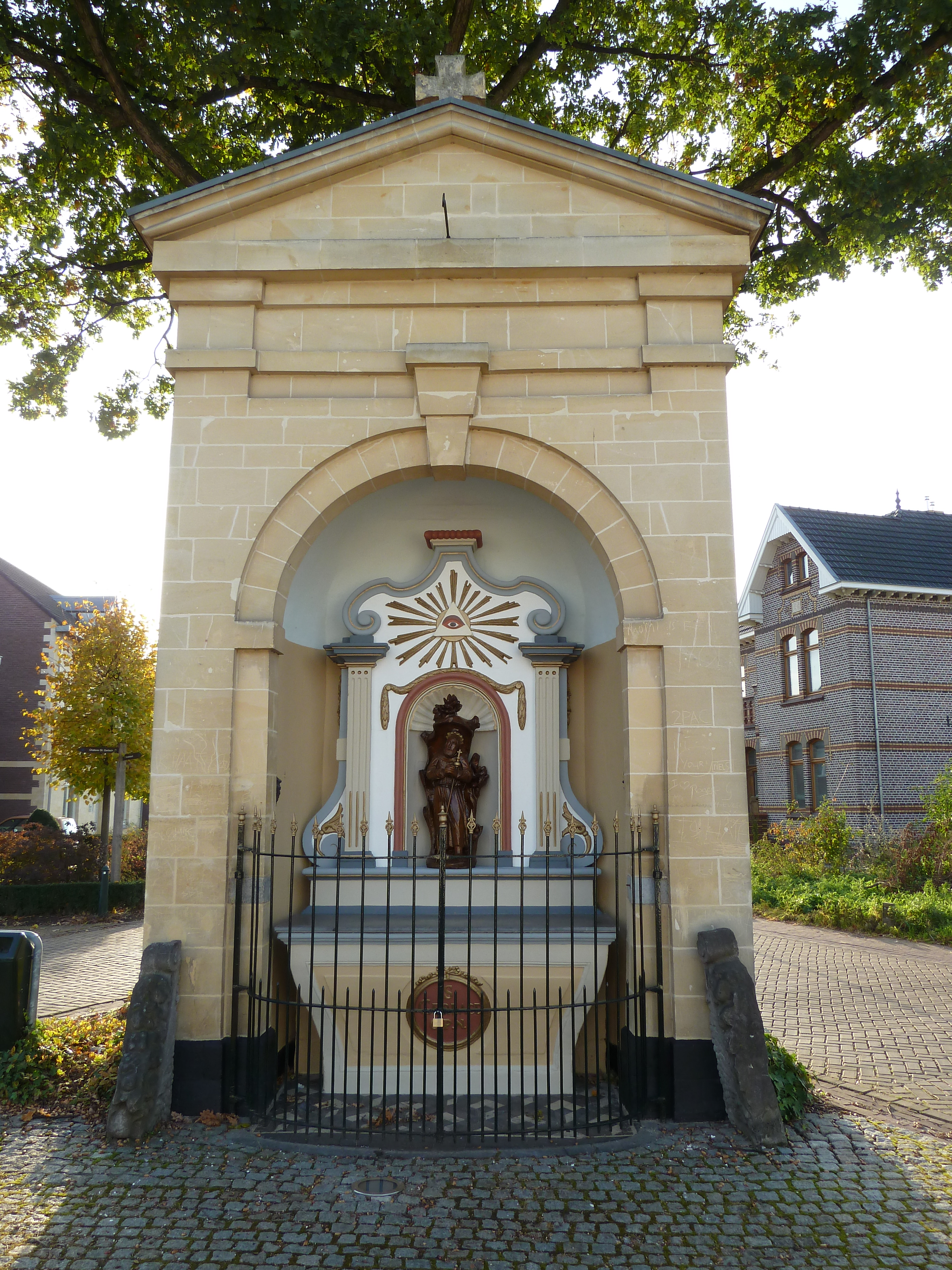
Sint-Gerlachuskapel

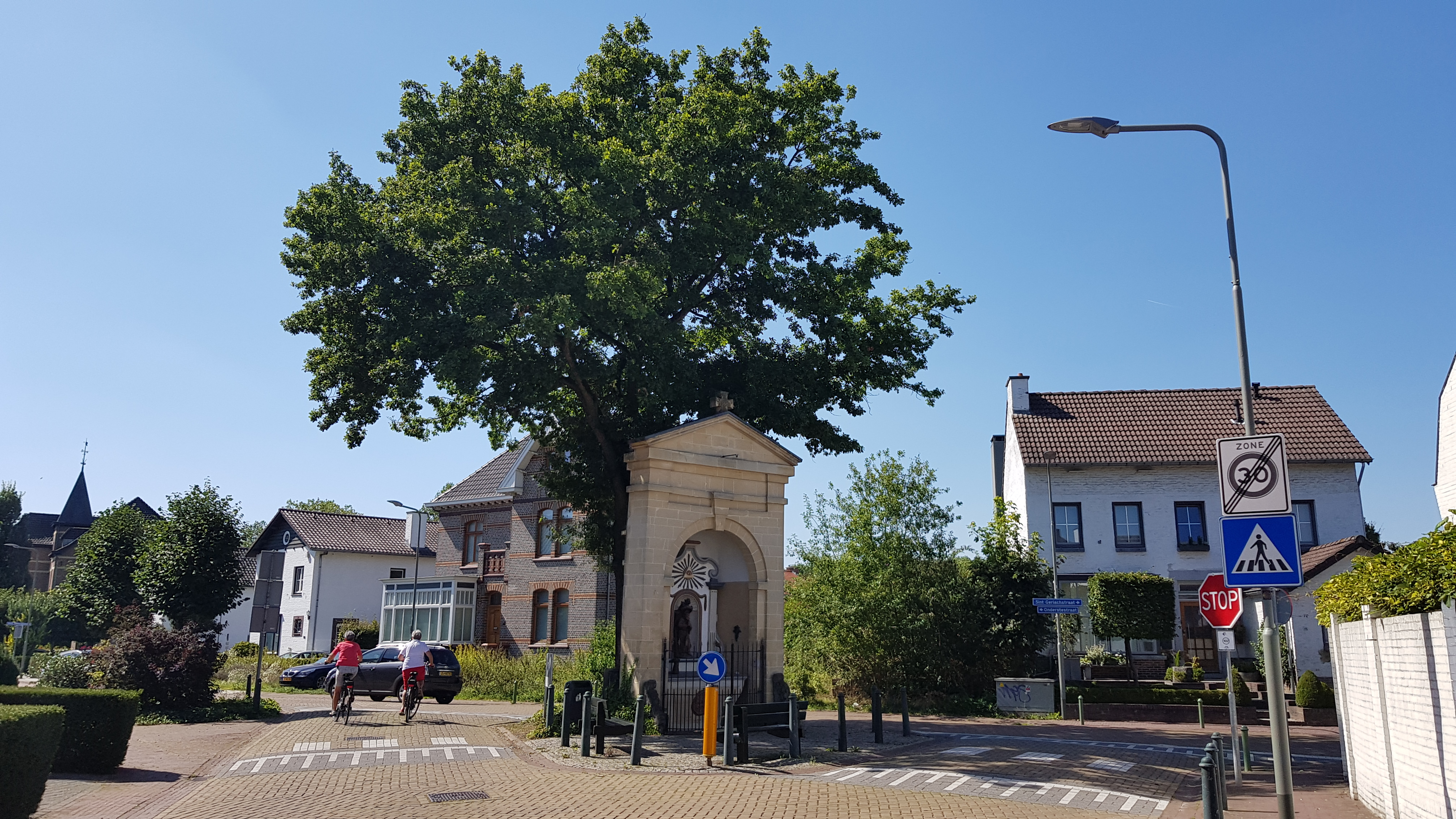
De kapel op de driesprong

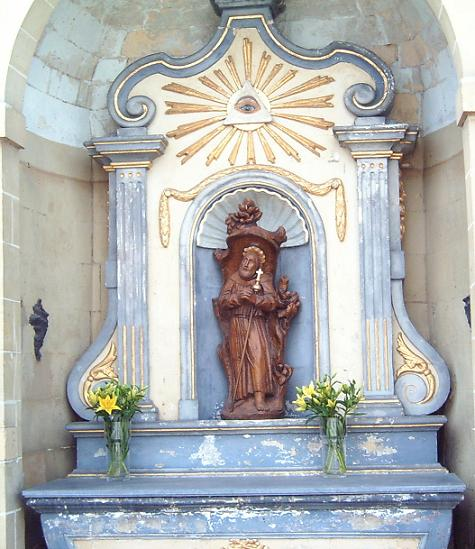
In de kapel

De Sint-Gerlachuskapel of kortweg Gerlachuskapel is een kapel in Houthem in de Nederlands Zuid-Limburgse gemeente Valkenburg aan de Geul. De kapel staat in het dorp midden op de driesprong van de straten Onderstestraat en Sint Gerlachstraat.
Op ongeveer 300 meter naar het oosten staat de Sint-Gerlachuskerk met daarachter Château St. Gerlach.
De kapel is gewijd aan Gerlachus van Houthem.

## Geschiedenis
Rond 1870 werd de kapel gebouwd op de driesprong op de plaats waar voordien een wegkruis stond. De kapel werd gebouwd in een tijd toen vele pelgrims in de nabijgelegen Sint-Gerlachuskerk het graf van de heilige Sint-Gerlach bezochten. In 1872 werd in de kapel het zijaltaar geplaatst uit de kerk.
In 1938 werd achter de kapel een eik geplant ter ere van de geboorte van Beatrix der Nederlanden.
Op 17 januari 1967 werd de kapel ingeschreven in het rijksmonumentenregister.

## Bouwwerk
De hoge kapel staat midden op een driesprong met achter de kapel een hoge eikenboom. Het bouwwerk is opgetrokken in Limburgse mergel in neoclassicistische bouwstijl.
De open kapel bestaat uit een ronde boog met ervoor een ijzeren hek die die ondiepe kapel afsluit en wordt gedekt door een zadeldak. De klassieke gevel boven de nis omvat een dubbele architraaf, een fronton en op de top een stene kruis. In de kapel bevindt zich een barokke altaar waarop een beeld van Sint-Gerlach geplaatst is. Dit beeld is een kopie van het oorspronkelijke beeld dat na de restauratie in de Sint-Gerlachuskerk werd geplaatst. Boven het beeld is in de kapel een alziend oog met stralenkrans geschilderd, dit oog is het oog van de bescherming biedende God. Het altaar heeft een medaillon met daarin de Latijnse tekst "S. Gerlace OPN", hetgeen betekent "Sint Gerlach bid voor ons".